# Labicymbium montanum
Labicymbium montanum là một loài nhện trong họ Linyphiidae. Loài này được phát hiện ở Venezuela.